# Phyllophila obliterata
Phyllophila obliterata là một loài bướm đêm trong họ Noctuidae.